# Fejlődési rendellenességek listája
Fejlődési rendellenességek az olyan, a magzati (és embrionális) életben kialakuló alaki, biokémiai és működésbeli fejlődési zavarok, amelyeket születéskor (esetleg már a magzati életben) vagy a születés utáni hónapok során észlelnek. Számos rendellenesség egyúttal fogyatékosság is, de nem mind az: sok közülük apróbb esztétikai eltérés, mint a heterokrómia, vagy olyan eltérés, ami műtéti úton orvosolható, esetleg orvosi kezelést sem igényel.
Ismertebb fejlődési rendellenességek:
- Farkastorok
- Nyitott gerinc
- Down-szindróma
- Autizmus spektrumzavar
- Microcephalia
- Kamrai hipertrófia
- Kamrai sövényhiány
- Húgycsőhasadék
- Rejtettheréjűség
- Veleszületett csípőficam hajlam
- Gyomorkimenet szűkület
- Dongaláb
- Lágyéksérv
- Szám alatti vagy feletti ujj, végtag vagy egyéb szerv
- Hiányzó vagy rendellenes külső vagy belső szerv
- Klinefelter-szindróma
- Tripla X-szindróma
- Kettős torzok
- Sirenomelia
- Törpe termet
- Hipertrófia
- Osteogenesis imperfecta
- Progéria
- Rett-szindróma
- Phocomelia
- Situs inversus

## Kapcsolódó szócikk
- BNO-10-17 – Veleszületett rendellenességek, deformitások és kromoszómaabnormitások